# Атина Апостолова
Атина Апостолова (на македонска литературна норма: Атина Апостолова) е певица на народна музика от Македонската фолклорна област и стари градски песни.

## Биография
Родена е на 20 май 1946 година в преспанското село Лънги, днес Микролимни, Гърция. В Гражданската война в Гърция селото пострадва силно и 70 семейства се изселват в социалистическите страни. Прекарва детството си в Скопие. Завършва Икономическия факултет на Скопския университет. Занимава се с пеене и се ориентира към народното пеене. Занимава се с музика от много малка, участва в предаването „Микрофонът е твой“, където печели първото място, с песента „Не продавай Кольо чифликот“, която е първият запис на Атина.
Атина Апостолова е известна с песните „Запейте мераклии“, „Ще ти пея цяла вечер“, „Вярвай ми“, „Устни румени“, „Видях те и се влюбих“, „Знаеш ли“, „Ако греша“, „Иле Илия“ и много други. Имала е турнета в Австралия, Канада, Америка и европейски страни. В Австралия пее с Круме Спасовски, Никола Бадев и Александър Сариевски. Атина Апостолова си сътрудничи и с Ванчо Тарабунов, Ефто Пупиновски и Милан Завков. В дългата си кариера изпява няколко дуета с Ванчо Тарабунов („Вярвай ми“) и Ефто Пупиновски („Скопските бохеми“). Участвала е в голям брой музикални фестивали в Северна Македония, като е отличена с много награди и признания на фестивалите: „Фолк фест Валандово“, „Цветници“, „Филиграни“, „Тумба фест“ и „Гоце фест“. В 2023 година на фестивала „Тумба фест” в Куманово получава наградата за цялостно творчество. Апостолова има издадени и няколко албума зад гърба си, три от които записани в Белград и два в Македонската радиотелевизия.
Умира на 7 март 2024 година в Скопие.